# フランク・ウェス
フランク・ウェス（Frank Wess、1922年1月4日 - 2013年10月30日）は、アメリカのジャズ・サクソフォーン奏者、フルート奏者。幅広いソロ活動に加えて、ウェスは1950年代初頭から1960年代にかけてカウント・ベイシーのバンドで過ごしたことでも知られている。評論家のスコット・ヤナウは、彼をレスター・ヤングの最高の弟子の一人であり、その時代における主要なジャズ・フルート奏者であり、フルートを使用してベイシーの音楽に新しい色をもたらしたと述べている。

## 略歴
ウェスは、アメリカ・ミズーリ州カンザスシティで、校長の父親と教師の母親の息子として生まれた。彼はクラシック音楽のトレーニングから始め、オクラホマ高校で演奏した。後にワシントンD.C.に移るにあたってジャズに転向し、19歳でビッグバンドと演奏するようになった。彼のキャリアは第二次世界大戦によって中断されたが、当時の軍楽隊で演奏を続けた。退役後は、ビリー・エクスタインのオーケストラに加わった。数年後にワシントンD.C.へ戻り、街の現代音楽学校でフルートの学位を取得した。1953年から1964年まで、カウント・ベイシーに伴いテナー・サックスとフルートを一人二役で演奏した。
ウェスは、彼の時代の最高のジャズ・フルート奏者の一人と考えられていた。1959年から1964年まで、『ダウン・ビート』誌におけるフルートの批評家投票を勝ち取った。
1967年から1970年代にかけてクラーク・テリーのビッグバンドのメンバーとなり、さらにニューヨーク・ジャズ・カルテット（ローランド・ハナと共演）で演奏。また、テレビのためにさまざまな仕事をしてきた。1968年には、アルバム『ジャズ・コンポーザーズ・オーケストラ』に貢献している。テナー・サックスとアルト・サックスを演奏し、そのキャリアを通じて同様にフルートも演奏した。
1980年代と1990年代に、ケニー・バロン、ルーファス・リード、バック・クレイトン、ベニー・カーター、ビリー・テイラー、ハリー・エディソン、メル・トーメ、アーネスティン・アンダーソン、ルイ・ベルソン、ジョン・ピザレリ、ハワード・アルデン、ディック・ハイマン、ジェーン・ジャーヴィス、フランク・ヴィニョーラと共演し、秋吉敏子＝ルー・タバキンビッグバンドのフィーチャー・メンバーとなった。2000年代になって、ウェスはハンク・ジョーンズとともに2枚のアルバムをリリースしている。2007年、ウェスはアメリカ国立芸術基金によってNEAジャズ・マスターズに指名された。
ウェスは、2013年10月30日、腎不全に関連する心臓発作で死亡した。

## ディスコグラフィ

### リーダー・アルバム
- Flutes & Reeds (1955年、Savoy) ※with アーニー・ウィルキンス
- 『ノース・サウス・イースト…ウェス』 - North, South, East....Wess (1956年、Savoy)
- 『トロンボーンズ&フルート』 - Trombones (1956年、Savoy)
- 『オパス・イン・スウィング』 - Opus in Swing (1956年、Savoy) ※with ケニー・バレル、フレディ・グリーン
- 『ジャズ・フォー・プレイボーイズ』 - Jazz for Playboys (1957年、Savoy) ※with ジョー・ニューマン、ケニー・バレル、フレディ・グリーン
- 『ホイーリン&ディーリン』 - Wheelin' & Dealin' (1957年、Prestige) ※with ジョン・コルトレーン
- The Frank Wess Quartet (1960年、Moodsville)
- 『サザン・カンフォート』 - Southern Comfort (1962年、Prestige)
- Yo Ho! Poor You, Little Me (1963年、Prestige)
- 『ジ・アワード・ウィナー』 - The Award Winner (1964年、Mainstream)
- Wess to Memphis (1970年)
- Flute of the Loom (1973年)
- 『ザ・フルート・マスタリー・オブ・フランク・ウェス』 - Flute Juice (1981年、Progressive) ※旧邦題『バトル・ロイヤル』
- Two at the Top (1983年、Uptown) ※with ジョニー・コールズ
- 『トゥー・フォー・ザ・ブルース』 - Two for the Blues (1984年、Pablo) ※with フランク・フォスター
- 『フランクリー・スピーキング』 - Frankly Speaking (1985年、Concord Jazz) ※with フランク・フォスター
- 『アントレ・ヌー』 - Entre Nous (1990年、Concord)
- Going Wess (1993年)
- 『オパス・デ・ブルース』 - Opus de Blues (1984年、Savoy) ※1959年録音。『I Hear Ya Talkin'』として再発あり
- Tryin' to Make My Blues Turn Green (1994年、Concord)
- 『サプライズ、サプライズ!』 - Surprise, Surprise (1995年、Chiaroscuro)
- Hank and Frank (2002年) ※with ハンク・ジョーンズ
- Hank and Frank II (2009年) ※with ハンク・ジョーンズ
- Magic 101 (2013年、IPO)

ニューヨーク・ジャズ・カルテット
- 『ライブ・イン・ジャパン』 - In Concert In Japan (1975年、Salvation)
- Song of the Black Knight (1977年、Sonet)
- 『サージ』 - Surge (1977年、Enja)
- 『ブルース・フォー・サーカ』 - Blues for Sarka (1978年、Enja)
- New York Jazz Quartet in Chicago (1981年、Bee Hive)
- 『オアシス』 - Oasis (1981年、Enja)